# Quintana (Uruguay)
Quintana ist eine Ortschaft im Nordwesten Uruguays.

## Geographie
Quintana befindet sich im Osten des Departamento Salto in dessen Sektor 6. Der Ort liegt südsüdwestlich von Fernández, südöstlich von Cayetano und ostnordöstlich von Paso Cementerio.

## Einwohner
Die Einwohnerzahl von Quintana beträgt 67 (Stand: 2011), davon 35 männliche und 32 weibliche. Für die vorhergehenden Volkszählungen der Jahre 1963, 1975, 1985, 1996 und 2004 sind beim Instituto Nacional de Estadística de Uruguay keine Daten erfasst worden.
| Jahr | Einwohner |
| ---- | --------- |
| 1996 | -         |
| 2004 | -         |
| 2011 | 67        |

Quelle: Instituto Nacional de Estadística de Uruguay